# Woda porowa
Woda porowa – woda wypełniająca pory skalne; także woda, która jest utrzymywana w glebie pod wpływem kapilarności między stałymi cząstkami gleby. Ten podział na wody porowe wolne i wody porowe związane opiera się na różnicy w ciśnieniu niezbędnym do oddzielenia wody od skały, przy wodach związanych wymagane ciśnienie sięga 500 atm. Wody porowe wpływają na skład fizykochemiczny wód gruntowych.
Woda porowa ogrzana ciepłem wnętrza Ziemi stanowi źródło energii geotermalnej.